# Caithréim Chellacháin Chaisil
Caithréim Chellacháin Chaisil és una crònica medieval de la primera meitat del segle xii d'Irlanda, escrita entre 1127 i 1134. Originàriament, era una obra sense títol, tal com apareix en el Llibre de Lismore; va ser Eugene O'Curry qui li va atorgar el nom a la seva transcripció; el relat es divideix en dues parts: "Cathughadh Ceallachain re Lochlannuibh" i "Toruigheacht na tTaoiseach air Cheallachain". La historiadora Letitia Campbell, malgrat tot, l'ha datada entre 1128 i 1131, com un encàrrec de Cormac Mac Carthaigh, rei de Munster i pretendent al títol de gran rei d'Irlanda.
L'obra és una resposta de la dinastia Eóganachta a la crònica Cogad Gáedel re Gallaib dels seus rivals Dál Cais / Ua Briain. Tots dos clans familiars rivalitzaven sovint, però es van aliar contra Tairrdelbach Ua Conchobair, fent èmfasi entre la col·laboració de Cellachán Caisil i Cennétig mac Lorcáin contra el seu enemic comú, els vikings.